# Paul Abadie (rugbista)
Paul Abadie (Francia, 28 de julio de 1994) es un jugador profesional francés de rugby que se desempeña en la posición de medio scrum en Union Bordeaux Bègles, equipo perteneciente a la liga Top 14.

## Carrera
Abadie es un jugador de formación francesa (JIFF). Comenzó su carrera deportiva con el equipo Sporting Union Agen, en el cual jugó veinte temporadas (2001-2021), después pasó a Club Athlétique Brive-Corrèze (2021-2023), luego a Union Bordeaux Bègles, donde lleva jugando una temporada.